# Schriftbarsch

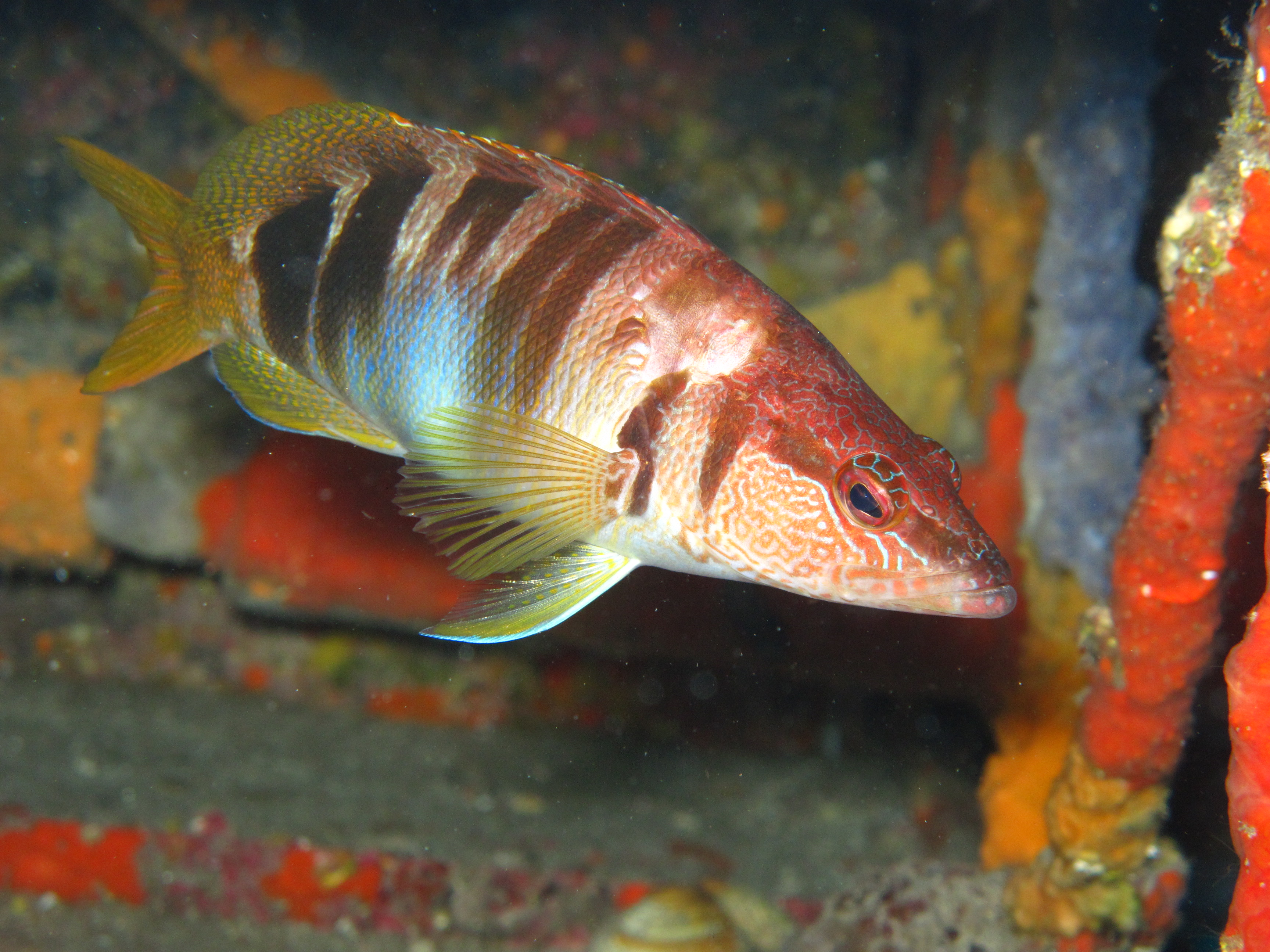
Schriftbarsch, Vorderansicht

Der Schriftbarsch (Serranus scriba) ist eine Fischart aus der Familie der Familie der Sägebarsche (Serranidae).

## Beschreibung
Der Schriftbarsch ähnelt in seiner Körperform den sehr viel größeren Zackenbarschen. Er besitzt einen gedrungenen Körper, einen großen Kopf und ein im Verhältnis zur Körpergröße sehr großes Maul, das vorstülpbar ist und dessen Kiefer mit spitzen Zähnen besetzt sind. Die Grundfarbe des Körpers ist gelb bis sandfarben, wobei die Farbe zum Hinterende hin intensiver wird. Die Schwanzflosse ist dunkelgelb bis orange und abgerundet, Afterflosse und die im vorderen Teil mit Stachelstrahlen bewehrte Rückenflosse sind gelb mit orangen Punkten und Linien. Die Bauchflossen und die Brustflossen sind meist einfarbig hellgelb. Die Kopfzeichnung besteht aus unzähligen, verschnörkelten braunen Linien, die an arabische Schriftzeichen erinnern, wodurch auch die Namensherkunft erklärt wird. Am Körper besteht die Zeichnung aus vertikalen, dunkelbraunen Streifen, die in Richtung Schwanz breiter und dunkler werden. Kennzeichnend gegenüber nahe verwandten Arten wie dem Sägebarsch (Serranus cabrilla) ist ein großer, hellblauer Fleck auf beiden Bauchseiten, der bei älteren Fischen intensiver himmelblau wird.
Die Durchschnittslänge beträgt zwischen 15 und 25 Zentimeter, wobei in seltenen Fällen auch Längen bis zu 36 Zentimeter bei einem Maximalalter von 16 Jahren erreicht werden.

## Verbreitung
Der Schriftbarsch kommt im Ostatlantik von der westafrikanischen Küste bis nach Nordspanien vor, ebenfalls an den Kanaren und Azoren, ebenso ist er eine relativ häufige Barschart des Mittelmeeres und des Schwarzen Meeres.

## Lebensweise
Die Fische bewohnen Küstenhabitate an Fels- und Kiesküsten in Tiefen von der Wasseroberfläche bis meistens etwa 30 Meter, maximal lebt er in Tiefen bis 150 Meter. Sandgrund wird meist gemieden, nur in See- und Neptunsgraswiesen kann man den Schriftbarsch fallweise antreffen.
Schriftbarsche sind Einzelgänger, die streng territorial sind und ihre Reviere aggressiv gegen Artgenossen verteidigen. Meistens halten sie in Felsspalten oder unter Steinen versteckt und gehen bevorzugt von dort aus auf die Jagd.

### Ernährung
Die Fische ernähren sich ausschließlich tierisch, neben Garnelen, Kaisergranat, Strandkrabben, Würmern, kleinen Tintenfischen und Wasserschnecken stehen auch Fische bis etwa zehn Zentimeter Länge, wie etwa Sardellen, kleine Sardinen, Ährenfische oder junge Meerbrassen auf ihrem Speiseplan.

## Fortpflanzung
Schriftbarsche sind echte Zwitter, die gleichzeitig Samen- und Eizellen bilden. Dadurch ist bei fehlenden Partnern auch eine Selbstbefruchtung möglich. Die Eier werden fest an der Unterseite von Steinen nahe dem Ufer befestigt. Die Laichzeit liegt im späten Frühjahr bis in den Frühsommer.

## Schriftbarsch und Mensch
Der relativ kleine Schriftbarsch wird vom Menschen eher selten als Nahrungsmittel genutzt. Der Fang der Tiere ist schwierig, da die Unterstände unter Felsen mit Netzen nicht zu befischen sind. Gelegentlich werden die Tiere von Anglern gefangen, meistens mit Ködern wie Köderfischen, Fischstücken oder Tintenfisch. Nach dem Anbiss eines Schriftbarsches ist es wichtig, ihn sofort mit starkem Zug von seinem Unterstand wegzuholen, um nicht ein Festsetzen und damit einen Verlust des Fisches zu riskieren.
Das Fleisch dieses Serraniden ist hell, schmackhaft und relativ grätenarm. Der Fisch eignet sich besonders zum Braten oder Grillen im Ganzen.